# グルコガリン
グルコガリン (glucogallin) は、没食子酸 (gallic acid) とβ-D-グルコース (glucose) からなる化合物である。アメリカンホワイトオーク (Quercus alba) やヨーロッパナラ (Quercus robur) などのオークで見られる。
没食子酸 1-β-グルコシルトランスフェラーゼ（UDP-グルコース: 没食子酸グルコシルトランスフェラーゼ；EC 2.4.1.136）により、UDP-グルコースと没食子酸から生合成される。この酵素はオークの葉で見られる。これはガロタンニンの生合成の最初のステップである。グルコガリンはガロタンニン生合成経路においてβ-グルコガリン O-ガロイルトランスフェラーゼ (EC 2.3.1.90) またはβ-グルコガリン-テトラキスガロイルグルコース O-ガロイルトランスフェラーゼ (EC 2.3.1.143) の基質になる。